# Zekeriya
Zekeriya auch Zekeriyya ist ein türkischer männlicher Vorname hebräischer Herkunft, der dem Namen Zacharias entspricht. Er bedeutet „Erinnerung“.

## Namensträger

### Osmanische Zeit
- Zekeriyâ-zâde Yahyâ Efendi (1552–1644), osmanischer Theologe, Jurist und Dichter

### Vorname
- Zekeriya Alp (* 1948), türkischer Fußballspieler, -kommentator und -funktionär
- Zekeriya Güçlü (1972–2010), türkischer und bulgarischer Ringer und Politiker
- Zekeriya Kacaroğlu (* 1993), türkischer Fußballspieler
- Zekeriya Topayan (* 1989), türkischer Fußballspieler
- Zekeriya Öz (* 1968), ehemaliger türkischer Staatsanwalt